# 49e législature de la Chambre des représentants de Belgique
La 49e législature de la Chambre des représentants de Belgique a commencé le 8 juin 1995, et s'est achevée le 5 mai 1999. Elle englobe le gouvernement Dehaene II.

## Composition
Voici la liste des 150 membres de la Chambre ayant siégé durant la 49e législature (par ordre alphabétique) :

## Partis francophones (59)

### Parti socialiste(21)
1. Richard Biefnot (28.06.95) remplace Elio Di Rupo
2. Alberto Borin
3. Colette Burgeon
4. José Canon
5. Jean-Marc Delizée
6. Rudy Demotte
7. Michel Dighneef
8. François Dufour
9. Claude Eerdekens
10. André Frédéric (13.10.98) remplace André Grosjean
11. Thierry Giet (28.06.95) remplace Michel Daerden
12. Yvon Harmegnies
13. Jean-Pol Henry
14. Charles Janssens
15. Guy Larcier
16. Robert Meureau (23.04.96) remplace Guy Coëme
17. Maurice Minne (28.06.95) remplace André Flahaut
18. Michel Moock (30.06.95) remplace Magda De Galan
19. Patrick Moriau
20. Serge Moureaux
21. Luc Toussaint

### PRL-FDF(18)
1. Daniel Bacquelaine
2. Jean Barzin
3. Georges Clerfayt
4. Véronique Cornet (07.10.97) remplace Etienne Bertrand (+)
5. Denis D'hondt
6. François-Xavier de Donnea
7. Robert Denis
8. Antoine Duquesne
9. Jacqueline Herzet
10. Roger Hotermans
11. Olivier Maingain
12. Louis Michel
13. Jean-Paul Moerman
14. Didier Reynders
15. Philippe Seghin
16. Jacques Simonet
17. Jacques Vandenhaute
18. Michel Wauthier

### Ecolo(6)
1. Philippe Dallons
2. Olivier Deleuze
3. Thierry Detienne
4. Mylène Nys (20.04.99) remplace Vincent Decroly
5. Martine Schüttringer
6. Jean-Pierre Viseur

### Parti social-chrétien(12)
1. Josy Arens (3.10.95) remplace Jean-Pol Poncelet
2. Pierre Beaufays
3. Pierrette Cahay-André
4. Jean-Pierre Detremmerie
5. André du Bus de Warnaffe (13.10.98) remplace Nathalie de T' Serclaes
6. Richard Fournaux
7. Albert Gehlen (28.06.95) remplace Melchior Wathelet
8. Raymond Langendries
9. Jacques Lefevre
10. Roger Lespagnard
11. Marceau Mairesse
12. Philippe Maystadt remplacé par Jean-Jacques Viseur du 28 juin 1995 au 19 juin 1998

### Front national(2)
1. Marguerite Bastien
2. Hugues Wailliez

## Partis flamands (91)

### Vlaamse Liberalen en Democraten(21)
1. Filip Anthuenis
2. Pierre Chevalier
3. Willy Cortois
4. Rik Daems
5. Herman De Croo
6. Paul De Grauwe
7. Aimé Desimpel
8. Patrick Dewael
9. Jan Eeman
10. Fernand Huts
11. Martial Lahaye
12. Pierre Lano
13. Tony Smets
14. Willy Taelman
15. Jef Valkeniers
16. Julien Van Aperen
17. Ignace Van Belle (nl)(nl)
18. Marc van den Abeelen
19. Marilou Vanden Poel-Welkenhuysen
20. Geert Versnick
21. Marc Verwilghen

### Christelijke Volkspartij(29)
1. Jos Ansoms
2. Hubert Brouns
3. Frans Cauwenberghs
4. Simonne Creyf
5. Greta D'hondt
6. Pieter De Crem
7. Maurice Didden (28.06.95) remplace Karel Pinxten
8. Mark Eyskens
9. Gisèle Gardeyn-Debever
10. Ferdinand Ghesquière
11. Luc Goutry
12. An Hermans
13. Jan Lenssens
14. Yves Leterme (04.06.97) remplace Paul Breyne
15. Chris Moors
16. Dirk Pieters
17. Trees Pieters (28.06.95) remplace Stefaan De Clerck
18. Paul Tant
19. Jozef Van Eetvelt
20. Jan Van Erps (28.06.95) remplace Herman Van Rompuy
21. Anne Van Haesendonck (7.10.97) remplace Johan Van Hecke
22. Ingrid van Kessel
23. Jo Van Overberghe (28.04.98) remplace Tony Van Parys
24. Jo Vandeurzen
25. Daniël Vanpoucke
26. Servais Verherstraeten
27. Suzette Verhoeven
28. Wim Vermeulen (3.7.96) remplace Jozef Dupré
29. Luc Willems

### Vlaams Blok(11)
1. Gerolf Annemans
2. Alexandra Colen
3. Filip De Man
4. Jean Geraerts
5. Joris Huysentruyt
6. Bart Laeremans
7. Ignace Lowie
8. Luc Sevenhans (6.11.97) remplace Xavier Buisseret
9. John Spinnewyn
10. Jaak Vanden Broeck
11. Francis Van den Eynde

### Socialistische Partij(20)
1. Marcel Bartholomeeussen
2. Hans Bonte (28.06.95) remplace Leo Peeters
3. Rony Cuyt
4. Robert De Richter (28.06.95) remplace Marcel Colla
5. Miche Dejonghe (01.06.96) remplace Frank Vandenbroucke
6. Robert Delathouwer
7. Raymond Janssens (28.06.95) remplace Jan Peeters
8. Renaat Landuyt
9. Chokri Mahassine (24.02.99) remplace Lisette Lieten-Croes
10. Peter Roose (28.06.95) remplace Johan Vande Lanotte
11. André Schellens
12. Hunfred Schoeters
13. Lucien Suykens
14. Dirk Van der Maelen
15. Patrick Van Gheluwe (28.06.95) remplace Erik Derycke
16. Dany Vandenbossche
17. Myriam Vanlerberghe
18. Louis Vanvelthoven
19. Ghislain Vermassen
20. Julien Verstraeten

### Agalev(5)
1. Frans Lozie
2. Jef Tavernier
3. Hugo Van Dienderen
4. Lode Vanoost
5. Joos Wauters

### Volksunie(5)
1. Alfons Borginon
2. Geert Bourgeois
3. Hugo Olaerts
4. Annemie Van De Casteele
5. Karel Van Hoorebeke